# Woodwardia takeoi
Woodwardia takeoi là một loài thực vật có mạch trong họ Blechnaceae. Loài này được Hayata miêu tả khoa học đầu tiên năm 1915.